# Gerach (Oberfranken)
Gerach ist eine Gemeinde im oberfränkischen Landkreis Bamberg, Mitglied der Verwaltungsgemeinschaft Baunach und zählt zur Metropolregion Nürnberg. Sie liegt im Naturpark Haßberge etwa 20 km nördlich von Bamberg und etwa zehn Kilometer südlich von Ebern.

## Geografie

### Nachbargemeinden
Nachbargemeinden sind von Norden beginnend im Uhrzeigersinn Rentweinsdorf (Landkreis Haßberge), Reckendorf und Baunach (beide Landkreis Bamberg).

### Gemeindegliederung
Gerach besteht aus drei Gemeindeteilen (in Klammern sind der Siedlungstyp und die Einwohnerzahlen Stand 1. Januar 2022 angegeben):
- Gerach (Kirchdorf, 946 Einwohner)
- Laimbachsmühle (Einöde, 4)
- Mauschendorf (Dorf, 67)

## Geschichte

### Bis zur Gemeindegründung
Gerach wurde am 10. März 1396 erstmals urkundlich erwähnt. Die Siedlung selbst ist vermutlich erheblich älter. In zahlreichen Verkäufen und Schenkungen kam Gerach in den folgenden Jahrhunderten in viele Hände und gehörte zeitweise den Herren von Schaumburg und von Rotenhan. 1750 ging der Ort in den Besitz des Fürstbistums Bamberg über. Als Teil des Hochstiftes Bamberg fiel Gerach bei der Säkularisation 1803 an Bayern. Bei Grenzbereinigungen wurde es 1810 dem Großherzogtum Würzburg überlassen, mit dem es 1814 endgültig an Bayern zurückfiel.

### Einwohnerentwicklung
Im Zeitraum von 1988 bis 2018 wuchs die Gemeinde von 941 auf 966 um 25 Einwohner bzw. um 2,7 %.
| Jahr | Einwohner |
| ---- | --------- |
| 1961 | 796       |
| 1971 | 905       |
| 1987 | 927       |
| 1989 | 962       |
| 1991 | 957       |
| 1993 | 965       |
| 1994 | 954       |
| 1995 | 967       |
| 1996 | 1000      |
| 1997 | 1007      |

| Jahr | Einwohner |
| ---- | --------- |
| 1998 | 998       |
| 1999 | 1019      |
| 2000 | 1018      |
| 2001 | 1014      |
| 2002 | 1000      |
| 2003 | 1010      |
| 2004 | 996       |
| 2005 | 996       |
| 2006 | 1012      |
| 2007 | 1005      |

| Jahr | Einwohner |
| ---- | --------- |
| 2008 | 983       |
| 2009 | 979       |
| 2010 | 968       |
| 2011 | 966       |
| 2012 | 958       |
| 2013 | 946       |
| 2014 | 911       |
| 2015 | 925       |
| 2016 | 933       |
| 2017 | 965       |

| Jahr | Einwohner |
| ---- | --------- |
| 2018 | 966       |
| 2019 | 960       |
| 2023 | 1036      |

## Religion
Laut Zensus am 9. Mai 2011 waren 81,6 % der Einwohner römisch-katholisch und 9,0 % evangelisch-lutherisch. 9,4 % hatten eine andere Religion oder waren konfessionslos.

## Politik und Öffentliche Verwaltung
Die Gemeinde ist Mitglied der Verwaltungsgemeinschaft Baunach. Sitz des Gemeinderats ist der Ort Gerach.

### Bürgermeister
Erster Bürgermeister ist seit 1. Mai 2020 Sascha Günther (CSU), der sich gegen den zwölf Jahre amtierenden Gerhard Ellner (SPD) in einer Stichwahl mit 63,05 % der Stimmen durchsetzte. Ellner wiederum setzte sich 2008 in der Stichwahl mit 69,9 % der Stimmen gegen seinen Herausforderer Gerhard Wölflein (CSU) durch und wurde 2014 bei einem Gegenkandidaten mit 67,22 % der Stimmen im Amt bestätigt. Ellners Vorgänger war Gunther Stegner (CSU).

### Gemeinderat
Die Kommunalwahlen seit 1996 führten zu folgenden Sitzverteilungen im Gemeinderat:
| Partei/Liste | 1996 | 2002 | 2008 | 2014 | 2020 |
| ------------ | ---- | ---- | ---- | ---- | ---- |
| CSU          | 3    | 5    | 4    | 5    | 3    |
| UWG          | 2    | 4    | 5    | 4    | 3    |
| SPD          | 2    | 3    | 3    | 3    | 2    |
| CW           | 1    | –    | –    | –    | –    |
| Gesamt       | 8    | 12   | 12   | 12   | 8    |

### Wappen
| Wappen von Gerach | Blasonierung: „Gespalten von Schwarz und Silber; vorne ein linksgewendeter goldener Hahn, hinten über einem schräglinken roten Wellenbalken ein fünfstrahliger roter Stern.“ |
| Wappen von Gerach | Wappenbegründung: Das Ortswappen erinnert an die Adelsfamilie von Rotenhan, Besitzer des Dorfes vom 15. bis 18. Jahrhundert. Gleichzeitig ist der Hahn das Symboltier des Heiligen Vitus, dem die katholische Ortskirche geweiht ist. Wappengeschichte: Die Farben Gold und Schwarz sind aus dem Wappen des Hochstifts Bamberg und weisen darauf hin, dass Gerach seit dem 14. Jahrhundert ein Bamberger Lehen war. Der rote Wellenbalken und der rote Stern stammen aus dem Wappen der Grafen von Rotenhahn, die von der Mitte des 16. bis zur Mitte des 18. Jahrhunderts im Besitz von Gerach waren. Dieses Wappen wird seit 1978 geführt. |

## Sehenswürdigkeiten
Die spätromanische Kirche Sankt Vitus gilt als eine der ältesten Kirchen in Franken und stammt teilweise aus dem 12. Jahrhundert. Ein Relief auf der Kirchentür stellt den Märtyrer Vitus betend in einem Kessel heißen Öls dar. Am Vorplatz der Kirche befindet sich ein Kriegerehrenmal.
Im Dorf gibt es historische Fachwerkhäuser, steinerne Feldkreuze und Felsenkeller im Sandsteinhügel. Im Gemeindeteil Mauschendorf steht die denkmalgeschützte ehemalige Gaststätte Zur Jägersruh, eine der ältesten Gaststätten im Landkreis.
Der Hauptort Gerach nahm mehrmals erfolgreich am Wettbewerb Unser Dorf soll schöner werden teil.

## Infrastruktur
Eine Freiwillige Feuerwehr befindet sich im Gemeindeteil Gerach. Sie verfügt über ein Mittleres Löschfahrzeug (MLF) sowie ein Mannschaftstransportfahrzeug (MTF). Im Jahr 2020 bezog die Feuerwehr Gerach ein neues Feuerwehrhaus mit der Adresse Am Reckendorfer Weg.
Seit März 2025 wird das bisherige Mannschaftstransportfahrzeug (MTF) als Mehrzweckfahrzeug (MZF) mit der Funkkennung „11/1“ geführt. Darüber hinaus verfügt die Feuerwehr Gerach seit 2023 über eine Führungsunterstützungseinheit (FUE), die bei größeren Einsatzlagen eingesetzt wird.